# Ogólnopolski Górski Rajd Samochodowy w Wiśle 1955
5. Ogólnopolski Górski Rajd Samochodowy w Wiśle – 5. edycja Rajdu Wisły. Był to rajd samochodowy rozgrywany od 3 do 4 września 1955 roku. Była to czwarta runda Rajdowych Samochodowych Mistrzostw Polski w roku 1955. Zawodnicy byli klasyfikowani w poszczególnych klasach, nie było prowadzonej klasyfikacji generalnej..

## Wyniki końcowe rajdu[1]

### Klasa VI-IX S
| Miejsce | Kierowca             | Samochód | Punkty |
| ------- | -------------------- | -------- | ------ |
| 1       | Kazimierz Tarczyński | BMW 328  | 0,70   |
| 2       | Grzegorz Timoszek    | BMW 328  | 8,10   |

### Klasa III-V S
| Miejsce | Kierowca      | Samochód | Punkty |
| ------- | ------------- | -------- | ------ |
| 1       | Longin Bielak | SAM      | 11,50  |
| 2       | J. Sikora     | MG       | 44,95  |

### Klasa IX T
| Miejsce | Kierowca           | Samochód              | Punkty |
| ------- | ------------------ | --------------------- | ------ |
| 1       | Jerzy Lewandowski  | Chevrolet             | 0,75   |
| 2       | Ksawery Frank      | Chevrolet Fleetmaster | 4,35   |
| 3       | Bolesław Majkowski | Ford                  | 6,05   |

### Klasa VIII T
| Miejsce | Kierowca            | Samochód          | Punkty |
| ------- | ------------------- | ----------------- | ------ |
| 1       | Stanisław Wierzba   | FSO Warszawa M 20 | 3,10   |
| 2       | Ryszard Orzechowski | FSO Warszawa M 20 | 7,50   |
| 3       | Roman Karczewski    | FSO Warszawa M 20 | 8,10   |
| 4       | Marian Repeta       | FSO Warszawa M 20 |        |
| 5       | Jerzy Grygolewicz   |                   |        |
| 6       | D. Skorupa          |                   |        |

### Klasa VII T
| Miejsce | Kierowca             | Samochód            | Punkty |
| ------- | -------------------- | ------------------- | ------ |
| 1       | Zygmunt Skoczkowski  | Tatra 600 Tatraplan | 2,90   |
| 2       | Jerzy Zaczeniuk      | Citroen BL 11       | 5,95   |
| 3       | Walerian Waryszewski | BMW 326             | 11,62  |
| 4       | Michał Bieder        |                     |        |

### Klasa VI T
| Miejsce | Kierowca          | Samochód           | Punkty |
| ------- | ----------------- | ------------------ | ------ |
| 1       | T. Kwiatkowski    | Lancia             | 6,50   |
| 2       | Henryk Waśkiewicz | Mercedes-Benz      | 11,10  |
| 3       | Jan Orodecki      | Mercedes-Benz 170V | 15,30  |
| 4       | Antoni Baran      |                    |        |

### Klasa IV-V T
| Miejsce | Kierowca         | Samochód  | Punkty |
| ------- | ---------------- | --------- | ------ |
| 1       | Janusz Solarski  | Skoda     | 9,15   |
| 2       | N. Balcer        | IFA F9    | 11,10  |
| 3       | Henryk Olszewski | Skoda     | 12,55  |
| 4       | Tadeusz Dubas    |           |        |
| 5       | A. Chrzanowski   |           |        |
| 6       | Erazm Gajewski   | Fiat 1100 |        |

### Klasa III T
| Miejsce | Kierowca          | Samochód | Punkty |
| ------- | ----------------- | -------- | ------ |
| 1       | Jerzy Opiela      | DKW      | 8,15   |
| 2       | Stefan Goński     | DKW      | 8,70   |
| 3       | Janusz Jarosz     | DKW      | 12,95  |
| 4       | L. Wronecki       |          |        |
| 5       | Adam Wędrychowski |          |        |